# 周氷河作用
周氷河作用（しゅうひょうがさよう、英語: periglaciation）とは、周氷河地形を形成する地形プロセスのことをさす。周氷河プロセス（periglacial process）ともいう。
周氷河プロセスとして、凍結融解作用に伴うもの、永久凍土の運動によるもの、その他、積雪に起因する侵食・堆積プロセスが挙げられる。このうち、凍結融解作用に伴い発生するものとして、岩石の凍結風化、凍上、クリオタベーション、ソリフラクションが、永久凍土の運動により発生するものとして、熱収縮破壊、凍土クリープ、凍上、サーモカルスト作用などが挙げられる。
松岡・池田 (2012)によると、周氷河作用の研究を行うことで、周氷河地形や周氷河現象の成因の解明、過去の気候を把握する指標の設定、寒冷地における気候変動に影響される地形変化の将来予測が可能となり、それらを研究意義として提示することができる。